# Joy Division The Complete BBC Recordings
Joy Division The Complete BBC Recordings — збірка англійської групи Joy Division, яка була випущена у жовтні 2000 року.

## Композиції
1. Exercise One — 2:32
2. Insight — 3:53
3. She's Lost Control — 4:11
4. Transmission — 3:58
5. Love Will Tear Us Apart — 3:25
6. Twenty Four Hours — 4:10
7. Colony — 4:05
8. Sound of Music — 4:27
9. Transmission — 3:18
10. She's Lost Control — 3:44
11. Ian Curtis & Stephen Morris interviewed by Richard Skinner — 3:32

## Учасники запису
- Єн Кертіс — гітара
- Бернар Самнер — гітара
- Пітер Хук — барабани
- Стефен Морріс — бас-гітара